# Східний регіон (Непал)
Схі́дний регіо́н (неп. पश्चिमाञ्चल विकास क्षेत्र) — колишній регіон Непалу з центром у Джанкуті.
Включав три зони:
- Косі
- Мечі
- Сагарматха

## Географія
Площа регіону становила 28456 км². Населення за даними перепису 2011 року — 5811555 чоловік. Регіон межував з Центральним регіоном Непалу (на заході), індійськими штатами Біхар (на півдні), Західна Бенгалія (на південному сході) і Сіккім (на сході), а також з Тибетським автономним районом КНР (на півночі).